# عزام الشوا
عزام عبد الكريم رشدي الشوا (وُلد في 4 أبريل 1963 في الكويت) سياسي واقتصادي فلسطيني، شغل منصب وزير الطاقة والمصادر الطبيعية الفلسطينية خلال الفترة 2003–2006، ومنصب محافظ سلطة النقد الفلسطينية منذ عام 2015 وحتى 2019. وفي 18 نوفمبر 2019 كلفه الرئيس الفلسطيني محمود عباس مرة أخرى بتولي منصب محافظ سلطة النقد لدورة ثانية حيث استمر في المنصب حتى استقالته في 3 يناير 2021.

## نشأته وتحصيله العلمي
وُلد عزام عبد الكريم رشدي الشوا في مدينة الكويت بتاريخ 4 أبريل 1963، وفي ذات العام انتقل مع عائلته إلى مدينة غزة. حصل على شهادة البكالوريس في الرياضيات عام 1988 من كلية «ليموين-أوين» في مدينة ممفيس في ولاية تينيسي الأمريكية.

## حياته العملية ومناصبه
- وزير وزارة الطاقة والمصادر الطبيعية الفلسطينية (2003–2006).[14]
- محافظ سلطة النقد الفلسطينية (2015–[15]3 يناير 2021[9]).
- رئيس جمعية البنوك الفلسطينية عام 2012.[16]
- مدير عام بنك القدس (2007–2012).[17]
- مدير عام البنك التجاري الفلسطيني عام 2013.
- عضو صندوق الاستثمار الفلسطيني.[18]
- عضو مجلس أمناء جامعة القدس المفتوحة.[19]
- رئيس مجلس إدارة مؤسسة فلسطين المستقبل.[20]
- الرئيس الإقليمي لفروع البنك العربي في قطاع غزة عام 1994.[21]
- مدير العلاقات الخارجية في بنك فلسطين عام 1989.[22]
- رئيس مجلس إدارة مؤسسة إدارة وتنمية أموال اليتامى منذ ديسمبر 2024.
- رئيس مجلس إدارة مؤسسة فلسطين المستقبل للطفولة.